# 小槙和輔
小槙 和輔（こまき わすけ、1884年（明治17年）12月10日 - 1932年（昭和7年）8月20日）は、日本の海軍軍人。
旧名は庄之助。最終階級は海軍少将。1932年ジュネーブ会議の全権随員。和歌山県鳥屋城村（現有田川町）出身。

## 年譜
- 1884年（明治17年）12月10日-  和歌山県鳥屋城村（現・有田川町金屋）生
- 1902年（明治35年）12月17日-  海軍兵学校第33期入校
- 1905年（明治38年）11月28日-  海軍兵学校卒業
- 1906年（明治39年）12月20日-  任 海軍少尉
- 1908年（明治41年）9月25日-  任 海軍中尉
- 1910年（明治43年）12月1日-  任 海軍大尉　海軍大学校乙種学生
- 1916年（大正5年）12月1日-  任 海軍少佐　海軍大学校甲種学生（第16期）
- 1919年（大正8年）9月29日-  元帥副官（元帥大将東郷平八郎附属）
- 1920年（大正9年）12月1日-  任 海軍中佐
- 1921年（大正10年）11月1日-  在ドイツ日本大使館附海軍駐在武官附補佐官
- 1923年（大正12年）6月1日-  在ドイツ日本大使館附海軍駐在武官兼造船造兵監督官
- 1924年（大正13年）12月1日-  任 海軍大佐
- 1925年（大正14年）8月25日- 軽巡洋艦「由良」艦長
- 1926年（大正15年）11月1日-  元帥副官（元帥大将東郷平八郎附属）
- 1929年（昭和4年）11月30日-  戦艦「山城」艦長
- 1930年（昭和5年）12月1日-  任 海軍少将・第2艦隊参謀長
- 1931年（昭和6年）12月9日-  ジュネーブ会議全権随員
- 1932年（昭和7年）8月20日-  ジュネーブ会議の帰路に満州里にて病死　享年47。墓所は多磨霊園(12-1-1)。

## 栄典
- 1907年（明治40年）2月12日 - 正八位[2]
- 1921年（大正10年）1月20日 - 正六位[3]
- 1924年（大正13年）12月27日 - 従五位[4]